# Dictyna sinuata
Dictyna sinuata – gatunek pająka z rodziny ciemieńcowatych.
Gatunek ten został opisany w 2016 roku na podstawie 3 samców odłowionych na stepach wschodniej części obwodu orenburskiego, na północ od wsi Pierwomajskij.
Długość ciała okazów wynosi od 2,05 do 2,3 mm, przy długości karapaksu od 0,9 do 0,95 mm. Karapaks ma brązową barwę z ciemniejszymi brzegami, gruszkowaty kształt i pięć podłużnych rzędów białych włosków pośrodku. Szczękoczułki bez ostrogi u nasady. Warga dolna trapezowata. Barwa szczęk brązowa do żółtobrązowej z białym wierzchołkiem. Odnóża żółtobrązowe z przyczernionymi udami. Sternum i kądziołki przędne brązowe. Opistosoma po bokach czarna, pod spodem biała z szeroką przepaską środkową, z wierzchu zaś biała z czarnymi kropkami z przodu i czarnymi paskami poprzecznymi z tyłu. Siteczko przędne poprzeczne. Nogogłaszczki z głębokimi kieszeniami na goleniach. Embolus cienki, łukowaty i osadzony bocznie. Konduktor o części górnej łukowatej, a części końcowej lekko skręconej wokół osi i skierowanej ku tyłowi, opatrzonej w końcowej części krawędzi zewnętrznej wieloma ząbkami.
Pająk znany wyłącznie z Rosji.